# Епархия Рораймы
Епархия Рораймы (лат. Dioecesis Roraimensis) — епархия Римско-католической церкви c центром в городе Боа-Виста, Бразилия. Епархия названа именем бразильского штата Рорайма. Епархия Рораймы входит в митрополию Манауса. Кафедральным собором епархии Рораймы является собор Христа Спасителя.

## История
15 августа 1907 года Святым Престолом было учреждено территориальное аббатство Носа-Сеньора-ду-Рио-де-Жанейро, которым управляли монахи-бенедиктинцы. 21 апреля 1934 года территориальное аббатство Носа-Сеньора-ду-Рио-де-Жанейро было упразднено, а на её территории была возведена апостольская администратура Рио-Бранко.
30 августа 1944 года Римский папа Пий XII выпустил буллу Ad maius animarum bonum, которой преобразовал апостольскую администратуру Рио-Бранко в территориальную прелатуру. В этот же день территориальная прелатура вошла в митрополию Белен-до-Пара.
16 февраля 1952 года территориальная прелатура Рио-Бранко вошла в митрополию Манауса.
29 апреля 1963 года территориальная прелатура Рио-Бранко была переименована в территориальную прелатуру Рораймы.
16 октября 1979 года Римский папа Иоанн Павел II выпустил буллу Cum praelaturae, которой преобразовал территориальную прелатуру Рораймы в епархию.

## Ординарии епархии
- епископ Lorenz Zeller (1.07.1939 — 1.09.1945);
- епископ Giuseppe Nepote Fus (7.08.1948 — 1965);
- епископ Servilio Conti (1965 — 3.05.1975);
- епископ Aldo Mongiano (14.05.1975 — 26.06.1996);
- епископ Apparecido José Dias (26.06.1996 — 30.05.2004);
- епископ Roque Paloschi (18.05.2005 — по настоящее время).

## Источник
- Annuario Pontificio, Libreria Editrice Vaticana, Città del Vaticano, 2003, ISBN 88-209-7422-3
- Булла Ad maius animarum bonum, AAS 36 (1944), стр. 326  (лат.)
- Булла Cum praelaturae  (лат.)